# Wörsdorf (Idstein)
Wörsdorf ist nach der Kernstadt der größte Stadtteil von Idstein im südhessischen Rheingau-Taunus-Kreis.

## Geographische Lage
Wörsdorf liegt nördlich der Kernstadt auf der Westseite des Wörsbachs im Hintertaunus. Westlich des Ortes verläuft die Bundesautobahn 3. Durch den Ort führt die Landesstraße 3026.

## Geschichte

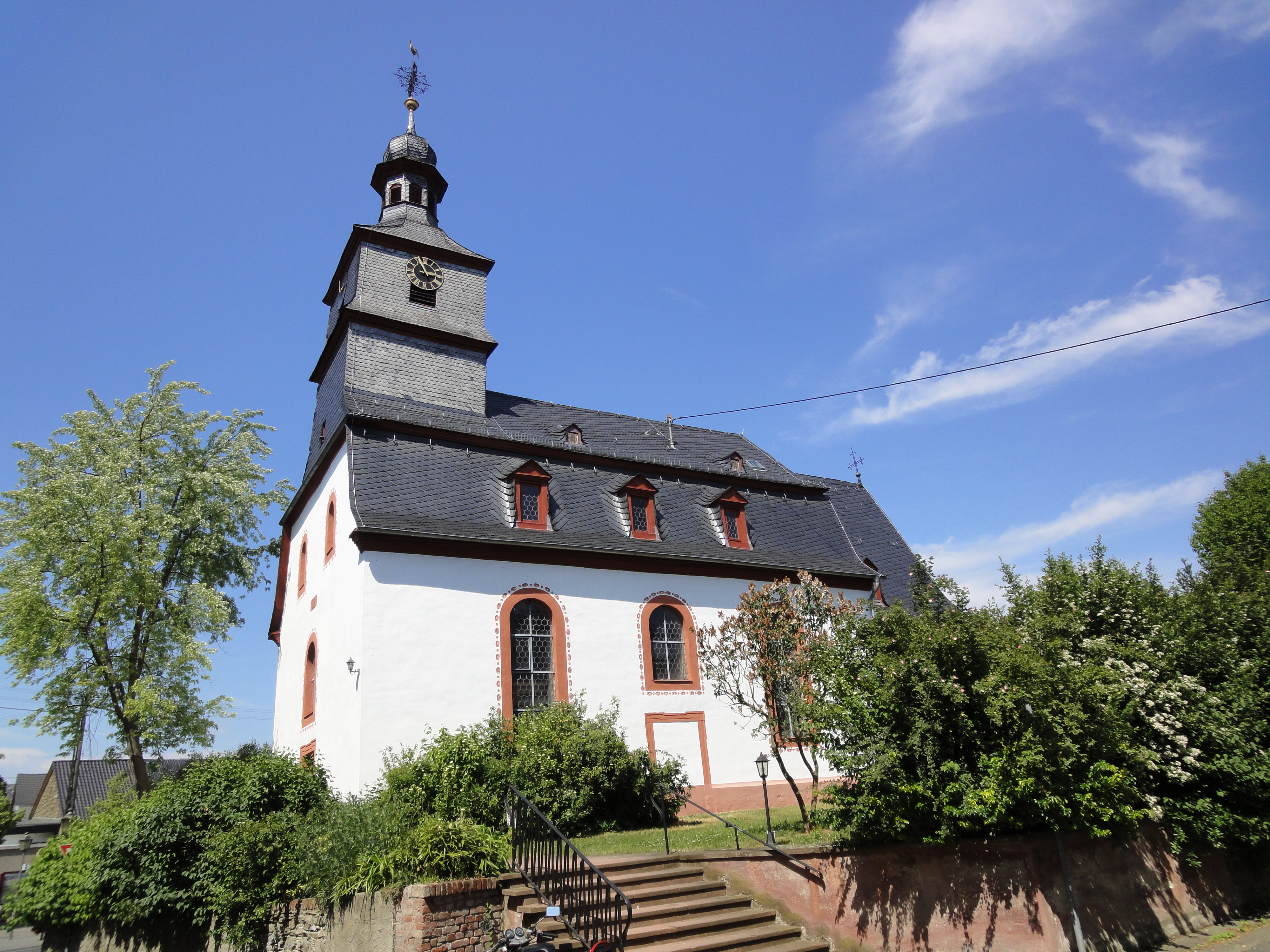
Lukaskirche in Wörsdorf

### Urkundliche Ersterwähnung
Die älteste bekannte schriftliche Erwähnung von Wörsdorf erfolgte im Jahr 780/781 unter dem Namen Wertorph in der Beurkundung einer Schenkung an das Kloster Lorsch. Hier der aus dem Althochdeutschen übersetzte Text:

„In Christi Namen, am 31. Oktober im 23. Jahr (790) des Königs Karl. Ich, Warrat, wende zu meinem Seelenheil dem heiligen Nazarius eine Gabe zu. Der Leib des heiligen ruht im Lorscher Kloster, das vom ehrwürdigen Abt Richbodo geleitet wird. Die Übergabe erfolgt nach meinem Wunsch für immer und, wie ich ausdrücklich betone, aus freien Stücken. Ich schenke alles, was ich im Gau Logenehe (im Lahngau), im Dorf ‚Wertorph‘ (Wörsdorf) besitze, außerdem noch fünf Leibeigene.“

 Vertragsabschluss. Geschehen im Lorscher Kloster. Zeit wie oben genannt.
Wörsdorf ist somit der, ab seiner Ersterwähnung gerechnet, zweitälteste Stadtteil Idsteins (nach Walsdorf).

### Dreißigjähriger Krieg
Der Dreißigjährige Krieg zehrte stark an der Wörsdorfer Bevölkerung. Fast ständig waren in Idstein und Umgebung Soldaten stationiert, die von der Bevölkerung ernährt werden mussten. In 1625/26 brach zu allem Unglück der Bewohner auch noch eine verheerende Pestepidemie aus, die vermutlich durch durchziehende Söldner eingeschleppt wurde. In der evangelischen Lukaskirche in Wörsdorf legen zwei Steintafeln zum Gedenken an einige Pestopfer Zeugnis darüber ab. 1634 wurden in Wörsdorf 63 bewohnte Häuser gezählt; 13 waren unbewohnt, zehn verfallen. In den 1630er Jahren trat Nassau auf Seiten der Protestantischen Union in den Krieg ein. Für das Land hatte das verheerende Folgen, denn nach der Niederlage der Union in der Schlacht bei Nördlingen verwüsteten die siegreichen Kaiserlichen das Gebiet, das für sie nun Feindesland war. So kam es, dass die Bevölkerung Wörsdorfs von 390 Personen im Jahr 1566 auf nur noch 145 im Jahr 1648 dezimiert wurde. Der Nachbarort Fackenhofen fiel wüst.

### Nach der Französischen Revolution
Der nächste große Wandel der Lebensverhältnisse in Wörsdorf kam erst im 19. Jahrhundert mit den napoleonischen Kriegen und den Auswirkungen der Französischen Revolution. In dieser Zeit vollzogen sich zahlreiche politische und gesellschaftliche Veränderungen. Das Heilige Römische Reich war 1806 endgültig zu Grunde gegangen. Dieses Jahr war die Geburtsstunde des Herzogtums Nassau, zu welchem Wörsdorf nun gehörte.
Dieses Herzogtum erwies sich zumindest für die nächsten Jahre als eines der reformfreudigsten Länder des 1815 gegründeten Deutschen Bundes. 1808 wurde die Leibeigenschaft abgeschafft, 1810 die Freizügigkeit verkündet und 1814 die erste Verfassung eines deutschen Landes im deutschen Bund festgelegt.
Auch vergrößerte sich, bedingt durch bessere Hygiene und medizinische Versorgung, die Bevölkerungszahl in Wörsdorf erheblich. 1845 waren es ca. 650 Personen, diese Zahl stieg bis 1893/1894 auf 812.
Auch wurde mit der Industrialisierung die landwirtschaftliche Prägung des Dorfes geringer. Lebten zu Anfang des Jahrhunderts noch nahezu alle Wörsdorfer von der Landwirtschaft, war es zu dessen Ende nur noch etwa die Hälfte. Die anderen waren Tagelöhner, Knechte, Mägde, Fabrikarbeiter oder auch Bahnangestellte, denn 1877 erhielt Wörsdorf einen Bahnhof. 1897 wurde eine Poststelle eingerichtet, elektrisches Licht folgte 1908. Trotz dieser zahlreichen positiven Neuerungen bestimmten doch immer noch Krankheiten wie Typhus sowie Mangelernährung und Armut den Alltag der Menschen.

### Erster Weltkrieg

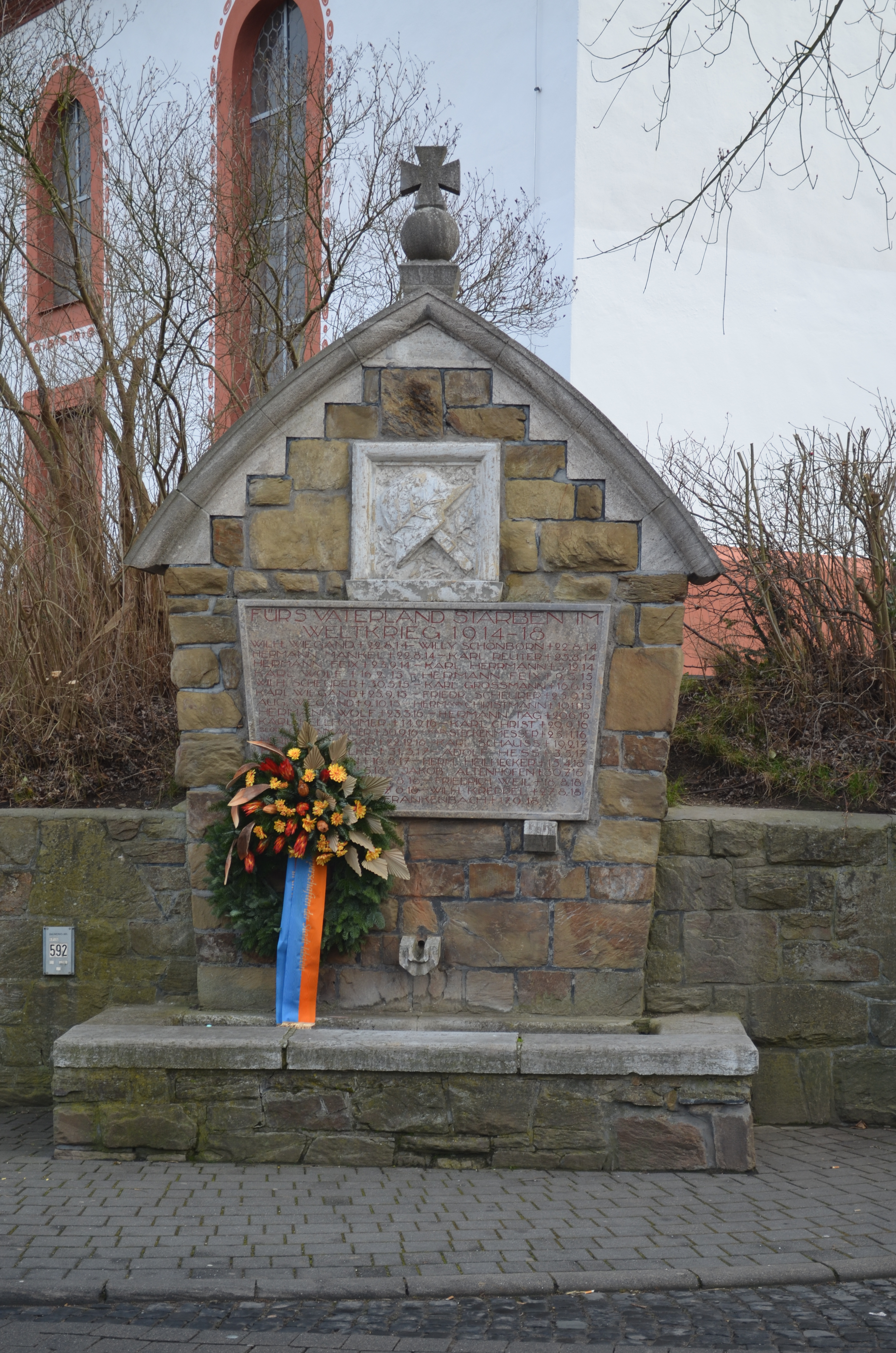
Denkmal für die Gefallenen des Ersten Weltkriegs

Zunächst war auch in Wörsdorf eine große Kriegsbegeisterung zu spüren, die jedoch schnell abebbte und schließlich in Verzweiflung umschwang. Schon 1914 waren sechs Wörsdorfer an der Front gefallen. 1915 kamen die ersten Kriegsgefangenen in den Ort. Sie sollten die Arbeitskraft der 127 fehlenden Männer ersetzen.
Je länger der Krieg andauerte, desto mehr spitzte sich die Lage der Einwohner zu: Nahrungsmittel wurden rationiert, Schulkinder mussten Bucheckern und Kamillenblüten zur Ölgewinnung sowie Laub als Tierfutter sammeln.
Durch die Unterversorgung der Bevölkerung konnten sich Krankheiten wie Diphtherie leicht ausbreiten. So forderte der Krieg unter den Wörsdorfern weit mehr Opfer als die 24 gefallenen Soldaten.

### Nationalsozialismus und Zweiter Weltkrieg
Von Beginn an gab es in Wörsdorf Unterstützung für die Nationalsozialisten. Die Wörsdorfer SA drangsalierte die Bevölkerung: Es kam zu einer Scheinerschießung, Eigentum wurde konfisziert. Der damalige Gemeindevertreter und Kreistagsabgeordnete Wilhelm Scherer wurde in Lagerhaft genommen; Bürgermeister Theodor Forth erwirkte allerdings seine baldige Freilassung.
Zahlreiche Wörsdorfer fielen im Zweiten Weltkrieg, doch das Dorf selbst blieb größtenteils von Zerstörung verschont. An Ostern 1945 kapitulierte der Ort gegenüber den USA. Es kam noch zu Kampfhandlungen in der Nähe des Steinchens, wobei die Heckenmühle niederbrannte.

### Nachkriegszeit und Gebietsreform
Zunächst fehlte es an allen lebensnotwendigen Dingen. Lebensmittel waren – wenn überhaupt – nur über Marken zu bekommen.
Es wurden viele Flüchtlinge aus den ehemaligen Ostgebieten des Deutschen Reiches aufgenommen. Von 1945 bis 1952 waren es knapp 400 Personen. In Anbetracht des ohnehin knappen Wohnraums und der spärlichen Nahrung war dies eine große Belastung.
Schon am 30. September 1945 trat eine demokratische Gemeindevertretung zusammen. Ihr gehörte auch der neue Bürgermeister Wilhelm Scherer an.
Eine zentrale Wasserversorgung wurde 1952 eingerichtet. 1954 folgten ein Dorfgemeinschaftshaus und ein Kindergarten.
Zum 1. Oktober 1971 wurde das bis dahin selbständige Gemeinde Wörsdorf im Zuge der Gebietsreform in Hessen auf freiwilliger Basis ein Stadtteil von Idstein. Für den Stadtteil Wörsdorf wurde, wie für die übrigen Stadtteile von Idstein, ein Ortsbezirk mit Ortsbeirat und Ortsvorsteher nach der Hessischen Gemeindeordnung eingerichtet.

### Staats- und Verwaltungsgeschichte im Überblick
Die folgende Liste zeigt die Staaten und Verwaltungseinheiten, denen Wörsdorf angehörte:
- vor 1721: Heiliges Römisches Reich, Grafschaft Nassau-Idstein, Amt Idstein
- ab 1721: Heiliges Römisches Reich, Grafschaft Nassau-Ottweiler, Amt Idstein
- ab 1728: Heiliges Römisches Reich, Fürstentum Nassau-Usingen, Amt Idstein
- 1787: Heiliges Römisches Reich, Fürstentum Nassau-Usingen, Oberamt oder Herrschaft Idstein
- ab 1806: Herzogtum Nassau, Amt Idstein
- 1812: Herzogtum Nassau, Regierungsbezirk Wiesbaden, Amt Idstein
- ab 1816: Herzogtum Nassau, Amt Idstein
- ab 1849: Herzogtum Nassau, Regierungsbezirk Wiesbaden, Kreisamt Langen-Schwalbach (Justizamt Idstein)
- ab 1854: Herzogtum Nassau, Regierungsbezirk Wiesbaden, Justiz- und Verwaltungsamt Idstein
- ab 1867/68: Königreich Preußen, Provinz Hessen-Nassau, Regierungsbezirk Wiesbaden, Untertaunuskreis (Trennung von Justiz (Amtsgericht Idstein) und Verwaltung)
- ab 1871: Deutsches Reich, Königreich Preußen, Provinz Hessen-Nassau, Regierungsbezirk Wiesbaden, Untertaunuskreis
- ab 1918: Deutsches Reich, Freistaat Preußen, Provinz Hessen-Nassau, Regierungsbezirk Wiesbaden, Untertaunuskreis
- ab 1944: Deutsches Reich, Freistaat Preußen, Provinz Nassau, Untertaunuskreis
- ab 1945: Amerikanische Besatzungszone, Groß-Hessen, Regierungsbezirk Wiesbaden, Untertaunuskreis
- ab 1946: Amerikanische Besatzungszone, Hessen, Regierungsbezirk Wiesbaden, Untertaunuskreis
- ab 1949: Bundesrepublik Deutschland, Hessen, Regierungsbezirk Wiesbaden, Untertaunuskreis
- ab 1968: Bundesrepublik Deutschland, Regierungsbezirk Darmstadt, Untertaunuskreis
- ab 1977: Bundesrepublik Deutschland, Regierungsbezirk Darmstadt, Rheingau-Taunus-Kreis

## Bevölkerung

### Einwohnerstruktur 2011
Nach den Erhebungen des Zensus 2011 lebten am Stichtag dem 9. Mai 2011 in Wörsdorf 3321 Einwohner. Darunter waren 399 (12,0 %) Ausländer. Nach dem Lebensalter waren 399 Einwohner unter 18 Jahren, 1422 zwischen 18 und 49, 642 zwischen 50 und 64 und 555 Einwohner waren älter. Die Einwohner lebten in 1407 Haushalten. Davon waren 372 Singlehaushalte, 447 Paare ohne Kinder und 438 Paare mit Kindern, sowie 120 Alleinerziehende und 30 Wohngemeinschaften. In 264 Haushalten lebten ausschließlich Senioren und in 1014 Haushaltungen lebten keine Senioren.

### Einwohnerentwicklung
| Quelle: Historisches Ortslexikon |                                                           |
| • 1566:                          | 71 Haushaltungen                                          |
| • 1648:                          | 16 Haushaltungen (einschließlich der Wüstung Fackenhofen) |
| • 1677:                          | 24 Haushaltungen                                          |

| Wörsdorf: Einwohnerzahlen von 1821 bis 2020 | Wörsdorf: Einwohnerzahlen von 1821 bis 2020 | Wörsdorf: Einwohnerzahlen von 1821 bis 2020 | Wörsdorf: Einwohnerzahlen von 1821 bis 2020 | Wörsdorf: Einwohnerzahlen von 1821 bis 2020 |
| --- | ------------------------------------------- | ------------------------------------------- | ------------------------------------------- | ------------------------------------------- |
| Jahr |                                             |                                             |                                             | Einwohner                                   |
| 1821 | 1821                                        |                                             | 453                                         | 453                                         |
| 1834 | 1834                                        |                                             | 550                                         | 550                                         |
| 1840 | 1840                                        |                                             | 620                                         | 620                                         |
| 1846 | 1846                                        |                                             | 671                                         | 671                                         |
| 1852 | 1852                                        |                                             | 744                                         | 744                                         |
| 1858 | 1858                                        |                                             | 726                                         | 726                                         |
| 1864 | 1864                                        |                                             | 719                                         | 719                                         |
| 1871 | 1871                                        |                                             | 739                                         | 739                                         |
| 1875 | 1875                                        |                                             | 901                                         | 901                                         |
| 1885 | 1885                                        |                                             | 810                                         | 810                                         |
| 1895 | 1895                                        |                                             | 825                                         | 825                                         |
| 1905 | 1905                                        |                                             | 852                                         | 852                                         |
| 1910 | 1910                                        |                                             | 873                                         | 873                                         |
| 1925 | 1925                                        |                                             | 915                                         | 915                                         |
| 1939 | 1939                                        |                                             | 912                                         | 912                                         |
| 1946 | 1946                                        |                                             | 1.328                                       | 1.328                                       |
| 1950 | 1950                                        |                                             | 1.506                                       | 1.506                                       |
| 1956 | 1956                                        |                                             | 1.661                                       | 1.661                                       |
| 1961 | 1961                                        |                                             | 1.812                                       | 1.812                                       |
| 1967 | 1967                                        |                                             | 2.135                                       | 2.135                                       |
| 1970 | 1970                                        |                                             | 2.142                                       | 2.142                                       |
| 1980 | 1980                                        |                                             | ?                                           | ?                                           |
| 1990 | 1990                                        |                                             | ?                                           | ?                                           |
| 2000 | 2000                                        |                                             | ?                                           | ?                                           |
| 2011 | 2011                                        |                                             | 3.321                                       | 3.321                                       |
| 2014 | 2014                                        |                                             | 3.664                                       | 3.664                                       |
| 2020 | 2020                                        |                                             | 3.688                                       | 3.688                                       |
| Datenquelle: Historisches Gemeindeverzeichnis für Hessen: Die Bevölkerung der Gemeinden 1834 bis 1967. Wiesbaden: Hessisches Statistisches Landesamt, 1968. Weitere Quellen: LAGIS; Stadt Idstein:; Zensus 2011 |                                             |                                             |                                             |                                             |

### Historische Religionszugehörigkeit
| • 1895: | 777 evangelische (= 95,93 %), 33 katholischer (= 4,07 %) Einwohner   |
| • 1961: | 1290 evangelische (= 71,19 %), 483 katholische (= 26,66 %) Einwohner |

## Wirtschaft
In Wörsdorf sind laut einer Zählung im Mai 2020 rund 125 Betriebe angesiedelt. Es handelt sich dabei hauptsächlich um kleinere Unternehmen. Insbesondere Handwerksbetriebe und Dienstleister (je 27), Gastronomie-/Freizeitangebote und Händler (je 12) sind unter ihnen vertreten. Die Wirtschaft Kneipe Nassauer Hof ist überregional bekannt als Veranstaltungshalle. Besucher zieht außerdem der zwischen Wörsdorf und Walsdorf gelegene Golfpark Idstein an, die größte Golfanlage im Rheingau-Taunus-Kreis. Die größten Arbeitgeber im Ort sind der Schulz-Kirchner Verlag und der Landmaschinenhändler Schlotter Land- und Gartentechnik.

## Sehenswürdigkeiten

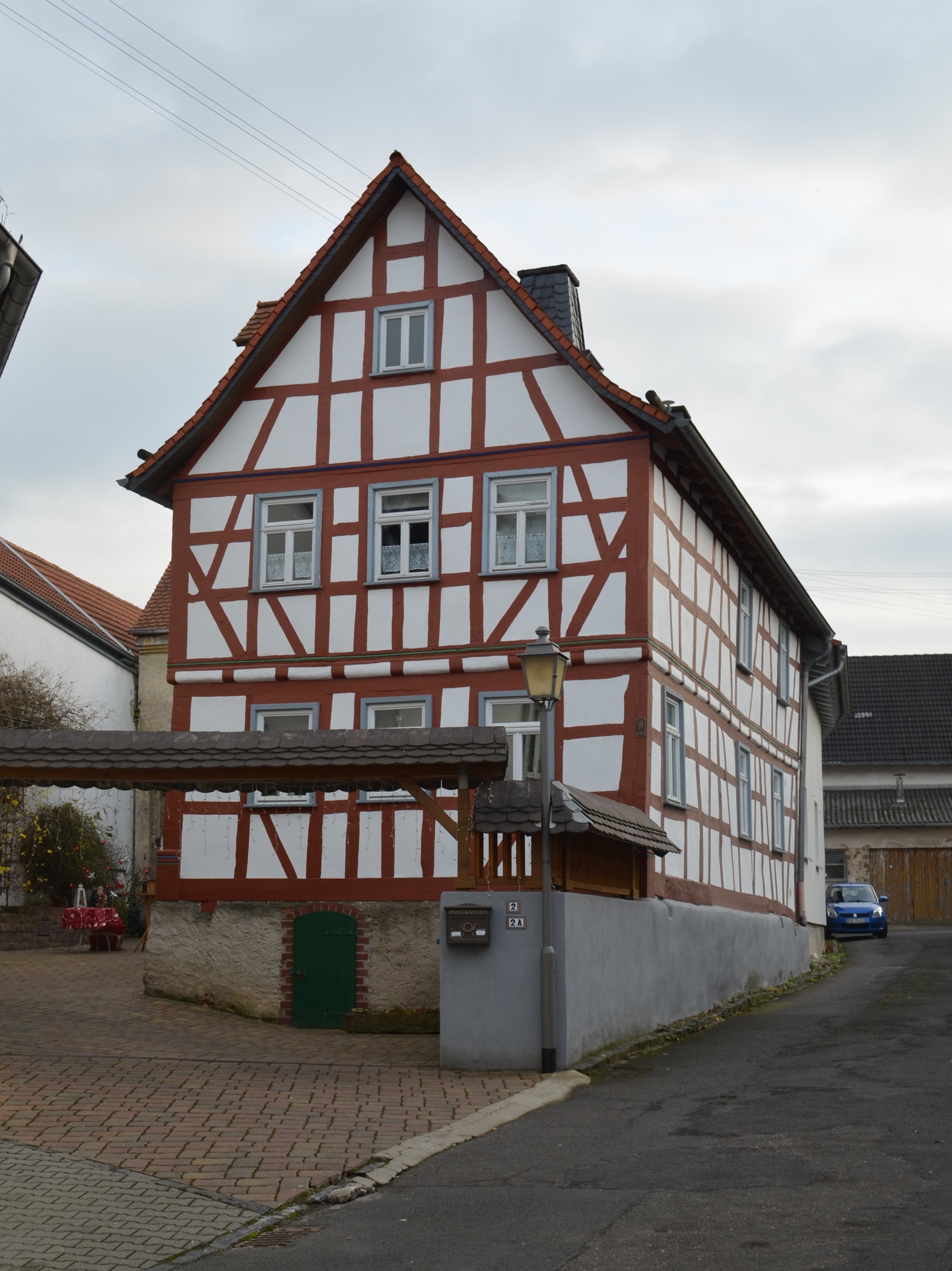
Denkmalgeschütztes Haus Nebengasse 2

Für die Kulturdenkmäler des Ortes siehe die Liste der Kulturdenkmäler in Wörsdorf.

## Infrastruktur
- Den öffentlichen Personennahverkehr stellen die Buslinien 225 und 226 der Rheingau-Taunus-Verkehrsgesellschaft sowie der Haltepunkt Wörsdorf an der Bahnstrecke Main-Lahn-Bahn von Limburg a. d. Lahn nach Frankfurt am Main bzw. Wiesbaden sicher.
- Im Ort gibt es zwei Kindertagesstätten und eine Grundschule.
- Auf Gut Henriettenthal wurde 1989 ein 18-Loch-Golfplatz angelegt.
- Im Nassauer Hof finden regelmäßig Musik- und Kleinkunstveranstaltungen statt.

## Persönlichkeiten
- Alexander Alberti (1855–1929), deutscher Jurist und Politiker, geboren in Wörsdorf